# Michael Riley
Michael Riley (London, 4 febbraio 1962) è un attore canadese.
Diplomato alla National Theatre School of Canada, ha esordito al cinema in un ruolo minore in La fine del gioco di Peter Werner (1987). Dal 2004 al 2006 è tra i protagonisti della serie Alla corte di Alice (This is Wonderland), dove interpreta l'avvocato Elliot Sacks. Dal 2009 al 2011 interpreta il dottor Tom Wexlar nella serie televisiva canadese Being Erica.

## Filmografia parziale

### Cinema
- La fine del gioco (No Man's Land), regia di Peter Werner (1987)
- French Kiss, regia di Lawrence Kasdan (1995)
- Cube Zero, regia di Ernie Barbarash (2004)
- Sugar, regia di John Palmer (2004)
- Mr. Nobody, regia di Jaco Van Dormael (2009)

### Televisione
- Power Play – serie TV, 26 episodi (1998-2000)
- Abbandonata dal destino (Homeless to Harvard: The Liz Murray story) – film TV, regia di Peter Levin (2003)
- Saving Emily – film TV, regia di Douglas Jackson (2004)
- Alla corte di Alice (This is Wonderland) – serie TV, 39 episodi (2004-2006)
- Being Erica – serie TV, 51 episodi (2009-2011)

## Doppiatori italiani
Nelle versioni in italiano delle opere in cui ha recitato, Michael Riley è stato doppiato da:
- Paolo Buglioni in La fine del gioco
- Danilo De Girolamo in French Kiss
- Gianluca Iacono in Alla corte di Alice
- Sergio Di Giulio in Cube Zero
- Massimo Lodolo in Saving Emily
- Francesco Prando in Being Erica
- Antonio Sanna in Transplant